# Kälbelespitze
La Kälbelespitze est une montagne culminant à 2 135 m d'altitude dans les Alpes d'Allgäu.

## Toponymie
La Kälbelespitze est mentionné pour la première en 1797 sous le nom de Kälbeleseck dans le Schmitt’sche Karte von Südwestdeutschland.

## Géographie
Le sommet de la Kälbelespitze se trouve sur la frontière entre l'Allemagne et l'Autriche.
La Kälbelespitze se trouve au sud du cirque du Schrecksee, dans le chaînon du Rauhhorn, près du Kirchendachsattel (1 926 m). De son sommet se prolonge une crête vers l'est en direction de la Lachenspitze (2 126 m). Avec le Kastenkopf (2 129 m), le Kälbelespitze constitue un double sommet distant de 50 m.

## Ascension
Aucun sentier balisé ne mène au sommet de la Kälbelespitze. Les chemins existant passent par des roches fragiles et sont peu empruntés malgré la proximité de sentiers de randonnée.
La voie la plus facile part du Saalfelder Höhenweg au Jubiläumsweg par la pente herbeuse du flanc sud. Elle ne présente pas une grande difficulté. Le flanc sud est accessible du refuge de Landsberg ou de la Prinz-Luitpold-Haus.